# Ostřelování základny Shank
Ostřelování základny Shank začalo prvním útokem 13. srpna 2008 a pokračovalo do 23. října téhož roku.
Útoky probíhaly většinou v noci z nedalekých kopců, povstalci ostřelovali základnu převážně čínskými raketami Type 63 ráže 107 mm a ve dvou případech i bezzákluzovým kanónem ráže 82 mm.[zdroj⁠?!]
Při jednom raketovém útoku 22. září 2008 na základnu dopadla raketa a zranila 3 české vojáky provinčního rekonstrukčního týmu, dvě další střely základnu těsně minuly. Další raketový útok 24. září nikoho nezranil, pouze částečně poškodil ubytovací prostory. Během tohoto ostřelování se podařilo zjistit pomocí pozorovacího prostředku LOS místo odpálení raket a čeští vojáci následně zahájili do prostoru odpaliště palbu z BVP-2. Při protiútoku navíc Češi a Američané na místě, odkud létaly rakety, zadrželi patnáct povstalců. Při podobném incidentu 7. října byli zadrženi další 4 ozbrojenci. K poslednímu útoku v roce 2008 došlo 23. října, kdy jedna z raket zasáhla základnu, skupina povstalců však byla odhalena bitevním letadlem A-10 Thunderbolt II, pilot útočníky zneškodnil. Ostřelování základny tak skončilo.